# Farbiarnia Wilhelma Koppa w Bydgoszczy
Farbiarnia Wilhelma Koppa w Bydgoszczy – przedsiębiorstwo istniejące w latach 1903–1945 w Bydgoszczy. Pozostały po nim zabytkowy budynek poprzemysłowy jest elementem Wenecji Bydgoskiej.

## Położenie
Budynek dawnej farbiarni znajduje się na zachodnim nabrzeżu rzeki Młynówki przy Wyspie Młyńskiej w Bydgoszczy. Zajmuje posesje ul. Świętej Trójcy 4–6. 

## Historia

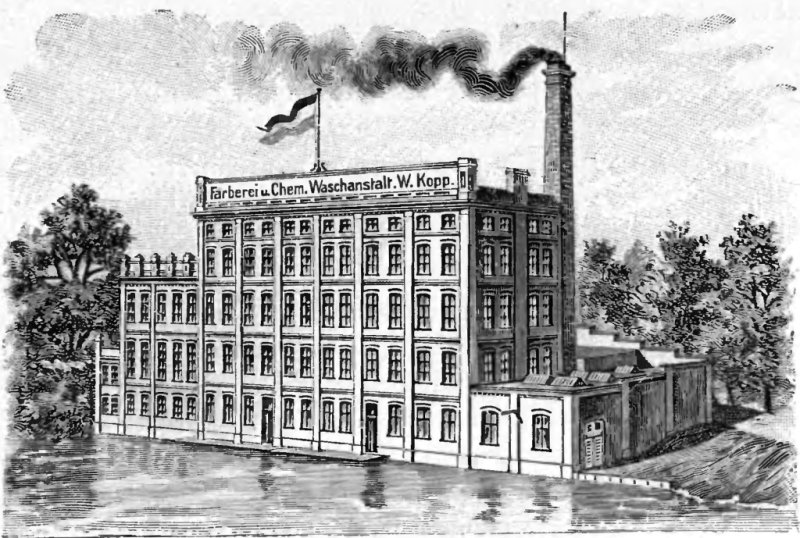
Farbiarnia Wilhelma Koppa na początku XX wieku

Pierwsza farbiarnia odzieży, której właścicielem był bydgoski przemysłowiec Wilhelm Kopp powstała w 1878 roku przy ul. Unii Lubelskiej. Kapitał założycielski wynosił jedynie 3 tysiące marek. Firma zatrudniała wówczas zaledwie 2 robotników. W 1883 roku właściciel znacznie rozwinął przedsiębiorstwo poprzez odkupienie od Wilhelma Borcherta istniejącej od 1830 roku farbiarni i pralni chemicznej przy ul. Poznańskiej 32. W 1891 roku Wilhelm Kopp wprowadził innowacje technologiczne, polegające na zainstalowaniu napędu parowego. W 1893 roku zakład doszczętnie spłonął przez nieuwagę jednego z robotników w pralni, w której jako środek czyszczący stosowano benzynę. 
W tej sytuacji przystąpiono do budowy nowego zakładu, zlokalizowanego przy Wełnianym Rynku 9, która w tej lokalizacji działała 10 lat. W 1903 roku właściciel zakupił nową parcelę przy ul. Św. Trójcy, tuż nad Młynówką, na której wzniósł czteropiętrowy budynek fabryczny. 
Na najniższej kondygnacji ulokowano farbiarnię oraz kotły i maszyny parowe. Na wyższych piętrach znajdowały się: pralnia, oczyszczalnia benzyny, prasowalnia, ekspedycja i mieszkania. W specjalnym pomieszczeniu rozpakowywano i sortowano odzież dostarczaną z kilku regionalnych filii firmy (Chełmno, Grudziądz, Inowrocław i Toruń). Odzież prano w specjalnych maszynach pralniczych. Stosowano rozmaite środki ostrożności. Konstrukcja maszyn umożliwiała zamknięcie dopływu oraz szybkie pozbycie się benzyny i odcięcie zarzewia ewentualnego ognia. Zabrudzoną benzynę odzyskiwano, oczyszczając w trakcie destylacji. Przechowywano ją w specjalnych zbiornikach w piwnicach. Do ponownego użycia w procesie technologicznym była dostarczana specjalnym zamkniętym rurociągiem. O nadmiernie nagromadzonych oparach benzyny, grożących wybuchem, ostrzegał system alarmowy. W pralni usuwano z powodzeniem plamy po kawie, herbacie, piwie i czerwonym winie. Po wykonanych czynnościach odzież prano, suszono, prasowano i przywracano apreturę. 
Zakład Wilhelma Koppa uchodził za wzorcowo zorganizowany pod względem zabezpieczenia przeciwpożarowego. Kapitał założycielski wynosił 20 tysięcy marek. 
Na początku XX wieku zakład przeżywał okres prosperity, świadcząc usługi pralnicze nie tylko mieszkańcom Bydgoszczy, ale także kilku innych miast m.in. Grudziądza i Torunia. Zlecenia zbierały tamtejsze punkty handlowe funkcjonujące jako filie zakładu bydgoskiego. W 1904 roku zatrudniano 32 robotników, z których 26 stanowiły kobiety, zaś w 1910 roku pracowało 60 osób, z których także większość stanowiły kobiety. 
Po śmierci Wilhelma Koppa w 1919 roku współwłaścicielami firmy były dzieci właściciela: dwie córki i sześciu synów. W praktyce prowadzeniem firmy zajmowali się jedynie bracia: Wilhelm Rudolf Albert, Julius Otto Friedrich i Felis Ernst Max. Zakład z powodzeniem funkcjonował przez cały okres międzywojenny i niemiecką okupację w latach 1939–1945, nadal będąc pod zarządem niemieckiej rodziny Kopp. 
Po II wojnie światowej fabryka została upaństwowiona i przejęta przez Przedsiębiorstwo „Pralchem”. W latach 90. XX w. zaprzestano w niej działalności gospodarczej. 
W 2002 roku wykonano bulwar oddzielający budynek od Młynówki, a w 2006 roku w sąsiedztwie zbudowano kładkę im. Krzysztofa Klenczona.

## Architektura
Budynek farbiarni stojący frontem do rzeki Młynówki stanowi część składową Wenecji Bydgoskiej. Wyższa część środkowa posiada pięć kondygnacji, zaś części poboczne odpowiednio dwie i jedną. Budynek wzniesiono w typie ceglanej architektury przemysłowej charakterystycznej dla końca XIX wieku.